# Alcatel Alenia Space
A Alcatel Alenia Space (AAS) empreendimento franco-italiano do setor aeroespacial criado em 2005, sendo:
- 67%, de participação da Alcatel Space, França
- 33%, de participação da Alenia Spazio, Itália.

A sede está localizada no complexo Industrie aéronautique et spatiale à Cannes, sendo um dos líderes mundiais na construção de satélites.
Em 5 de abril de 2006, a Alcatel aceitou vender sua participação, incluindo os 33% do Telespazio ao grupo Thales, a comissão de negócios européia oficializou a transferência das atividades espaciais da Alcatel à Thales.
Atendendo a algumas demandas, o nome da sociedade foi alterado para Thales Alenia Space em 10 de abril de 2007.